# Filiala canadiană a Ku Klux Klan

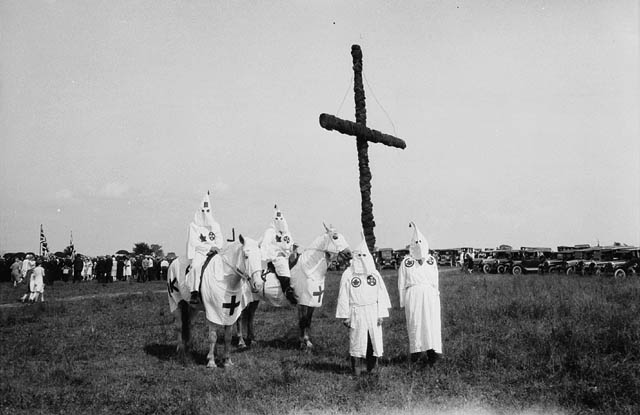
Ku Klux Klan la o întâlnire lângă Kingston, Ontario în 1927.

Filiala canadiană a Ku Klux Klan este o organizație fundamentată pe valorile și credințele specifice celui de-al doilea clan întemeiat în Statele Unite în anul 1915. Acesta și-a extins operațiunile în Canada și și-a dezvoltat ramificații în întreaga țară începând cu anii 1920 până în târziul anilor 1930, operând ca o fraternitate. Prima ramificație regională a fost înregistrată în Toronto în 1925 de către doi americani și un localnic. Organizația a dobândit un foarte mare succes în provincia Saskatchewan, unde a influențat pentru scurt timp activitatea politică, iar printre membrii săi se regăsea și un membru federal al Parlamentului în Camera Comunelor.

## Trecut
Rezultatul Războiului Civil American din 1865 a constat în încheierea mișcării de secesiune din Statele Confederate ale Americii și abolirea sclaviei, aceasta din urmă reprezentând cauza principală a războiului. Statele Unite au intrat într-o perioadă de reconstrucție, timp în care infrastructura distrusă de acțiunile militare va fi reconstruită, unitatea națională va fi restaurată și sclavilor liberi le vor fi garantate drepturile civile odată cu adoptarea amendamentelor reconstrucției. În decembrie 1865, șase veterani ai armatei confederate au fondat organizația Ku Klux Klan în Pulaski, Tennessee.
Președintele Abraham Lincoln (1861-1865) și Andrew Johnson (1965-1969) au întreprins o abordare moderată față de Reconstrucție, însă în urma alegerilor din 1866 în care republicanii radicali au ajuns să controleze politica celui de-al patruzecilea Congres al Statelor Unite o perspectivă mai dură a fost adoptată, perspectivă în care foștii confederați erau eliminați de la putere, iar sclavilor eliberați li se acordau dreptul la vot. În iulie 1868, Congresul a legiferat cel de-al paisprezecelea amendament al Constituției care se adresa drepturilor cetățenești și garanta protecție egală în fața legii. Fundamentarea acestei abordări s-a continuat și după alegerile prezidențiale din 1868 câștigate de Ulysses S. Grant, susținător al republicanilor radicali. În mandatul său, cel de-al cincisprezecelea amendament al Constituției a fost adoptat; acesta interzicea guvernelor federale și statale să respingă dreptul de vot al cetățenilor pe baza „rasei, culorii sau condiției precedente de servitute”. Această acțiune a fost urmată de trei legi constrângătoare, coduri penale care îi protejează pe afro-americani și care sunt direcționate către Ku Klux Klan. Cel de-al treilea act, cunoscut ca „Actul Ku Klux Klan”, reprezintă legea care până în 1872 a distrus organizația și a dus la anchetarea a sute de membri. 
Lansarea filmului The Birth of a Nation (ro: Nașterea unei Națiuni) de către D. W.Griffith în 1915, material în care se glorifica orginalul Ku Klux Klan prin intermediul revizionismului istoric, a alimentat restimentul printre anumiți cetățeni și a declanșat revolte în orașele în care a fost difuzat. În ziua de dinaintea Zilei Recunoștinței în 1915, William Joseph Simmons și 15 prieteni de-ai săi au înființat cel de-al doilea Ku Klux Klan în vârful muntelui Stone în Georgia unde au incendiat ceremonial o cruce pentru a marca ocazia.

## Extinderea în Canada

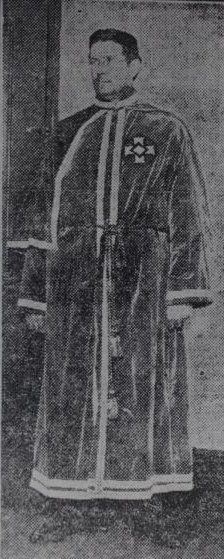
J.H. Hawkins, unul dintre fondatorii original ai filialei canadiene a Ku Klux Klan, în îmbrăcămintea ceremonială. Imagine din anul 1928.

În martie 1922, un afro-american pe nume Matthew Bullock a fugit din Carolina de Nord după ce a fost acuzat de instigare la revoltă și declarat om căutat de către Ku Klux Klan. Fratele său a fost ucis de membrii clanului care – conform ziarului Toronto Star la data respectivă – „au amenințat că vor trimite călăreți mascați să-l prindă și să-l aducă înapoi în statele americane sudice”. Pe data de 1 decembrie 1924, C. Lewis Fowler din New York City, John H. Hawkins din Newport, Virginia și Richard L Cowan din Toronto au semnat un acord în vederea stabilirii Cavalerilor filialei canadiene a Ku Klux Klan. Responsabilitățile financiare pentru organizarea regională au fost împărțite în mod egal între aceștia și fiecare având calitatea de Ofițer Imperial fondator al Consiliului Provincial (en: Provincial Kloncillium), corpul conducător al organizației. Fowler a călătorit în Canada pe 1 ianuarie 1925 pentru a înființa în mod oficial organizația. Cowan avea calitatea de Imperial Wizard (ro: Vrăjitor Imperial), adică președinte, Hawkins pe cea de Klaliff Imperial – vice-președinte și șef de personal -, iar Fowler ocupa funcția de Imperial Kligrapp, și anume secretar. De asemenea, veniturile organizației erau împărțite în mod egal. Fowler va părăsi Canada în 1926.
În perioada de mijloc a anilor 1920, ramificații ale Ku Klux Klan au fost stabilite în întreaga țară. Conform istoricului James Pitsula, aceste grupuri respectau aceeași ideologie rasială, însă aveau o perspectivă mai restrânsă în comparație cu cele din Statele Unite, încercând să conserve „caracterul britanic” al Canadei în ceea ce privește etnicitatea și afilierea religioasă. Filiala canadiană a KKK a făcut eforturi în încercarea de a se distinge de organizația americană care utiliza un „nivel spectaculos de criminalitate” împotriva americanilor de culoare și a persoanelor albe care îi susțineau. Hawkins a declarat la o adunare în Londra că organizația canadiană Ku Klux Klan nu era una nelegiuită, ci se conforma legilor națiunii, însă va promova schimbarea legilor care nu îi convin sau care „nu asigură necesitățile țării”. O fotografie realizată în 1925 a membrilor canadieni ai KKK în îmbrăcămintea specifică și publicată de London Advertiser demonstra că robele clanului din Canada erau diferite de cele utilizate de organizația din Statele Unite datorită adăugării unei frunze de acer în locul însemnului cu cruce. Unul dintre cele mai proeminente grupuri era ramificația Ku Klux Klan din Kanada a cărei principii privitoare la supremația albă și naționalism obliga membrii să garanteze că erau albi, ariani și erau protestanți. Organizatorii afirmau că organizația era un bazată pe principiile creștine cu „credință în primul rând Canadei și Steagului Marii Britanii”, descalificând evreii pe motiv că nu erau creștini și romano-catolicii deoarece loialitatea acestora era față de Papă în Roma. Deși organizația a operat peste tot în Canada, cea mai de succes ramificație este reprezentată de cea din Saskatchewan unde până în târziul anilor 1920 erau înscriși peste 25.000 de membri. Istoricul Allan Bartely declara că acest succes este rezultatul opunerii politicii guvernului liberal din Saskatchewan stabilite către bine fundamentatul Partid Liberal Saskatchewan care a fost la putere în regiune încă de la nașterea sa în 1905. În 1992, Carny Nerland, un adept al supremației rasiale, membru al Ku Klux Klan și liderul ramificației Saskatchewan a Bisericii lui Iisus Hristos Națiunea Ariană Creștină a ucis un cree – membru al unui trib de ameridieni – pe nume Leo LaChance cu o pușcă de asalt. LaChance tocmai intrase în amanetul lui Nerland din Prince Albert, Saskatchewan cu scopul de a vinde blănuri.

## Operațiuni

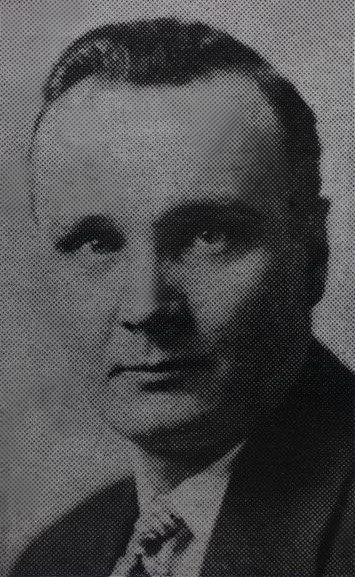
John James Maloney a revitalizat ramificația KKK din Saskatchewan.

Deși s-au distanțat de violențele comise de organizația-mamă a Klu Klux Klan din Statele Unite, partea canadiană a organizației a fost implicată în numeroase campanii de amenințare a celor care nu se conformau credințelor clanului. Repercusiunile acestor fapte au constat în daune materiale semnificative în întreaga țară, inclusiv distrugerea Universității Saint-Boniface din Saint Boniface, Winniped, acțiune în urma căreia 10 persoane au încetat din viață, clădirea a fost distrusă și s-au pierdut toate consemnările și toate materialele bibliotecii. Înainte de înființarea oficială a Ku Klux Klan în Canada, bisericile și proprietățile catolice au devenit ținte, cel mai important exmplu fiind Catedrala Basilică din Notre-Dame de Quebec situată în Quebec City în 1992. Aceste fapte au fost atribuite clanului. Alte acțiuni violente asociate cu această organizație includ detonarea Bisericii Romano-Catolice Sf. Maria din Barrie în 1926. Persoana care a plantat dinamita în camera furnalului a fost prinsă mai târziu, aceasta din urmă admițând că doar a respectat ordinele Ku Klux Klan. Media, politicienii și alte autorități civile din Ontario alături de liderii religioși au militat împotriva violenței și a clanului. Până în iarna anului 1926, numărul celor care aderau la clan a început să scadă.

### Extinderea spre vest
În 1926, organizatorii Ku Klu Klan-ului american, Hugh Finlay Emmons și Lewis A. Scott din Indiana au înființat o organizație a clanului în Saskatchewan. Au petrecut majoritatea primului semestru din 1927 călătorind prin provincie, stabilind ramificații locale ale clanului și comercializând acte de apartenență la organizație pentru 13 dolari canadieni pe individ. De asemenea, aceștia au distribuit propaganda și cruci arse, iar în luna iulie și august a anului au realizat încă un tur prin aceeași provincie. Imediat după aceste acțiuni, au fugit din Saskatchewan cu fondurile câștigate, lăsând partea canadiană în mare dificultate. Hawkins și John James Maloney, un seminarist din Hamilton opozant al romanismului, s-au mutat în Saskatchewan cu scopul de a revitaliza filiala. Sub conducerea sa, clanul a adunat peste 50.000 dolari canadieni din taxele de membru și au declarat înregistrarea a peste 70.000 de membri. Taxele anuale erau stabilite la 15$ pe membru. Majoritatea acestora erau susținători ai Partidului Conservator din Saskatchewan frustrați din cauza succesului pe care îl obținuse partidul liberal în urma sprijinului puternic venit din partea catolicilor. Sub conducerea lui Hawkins și Maloney, sentimentele anticatolice și antifranceze din interiorul clanului s-au intensificat, aceștia militând împotriva sistemului școlilor separate sub sloganul „o națiune, un drapel, o limbă, o școală”. S-au opus „crucifixelor pe pereții școlilor publice, dreptului călugărițelor de a preda în școlile publice și predării în limba franceză în cadrul școlilor publice”, blamându-i pe cei din Quebec.

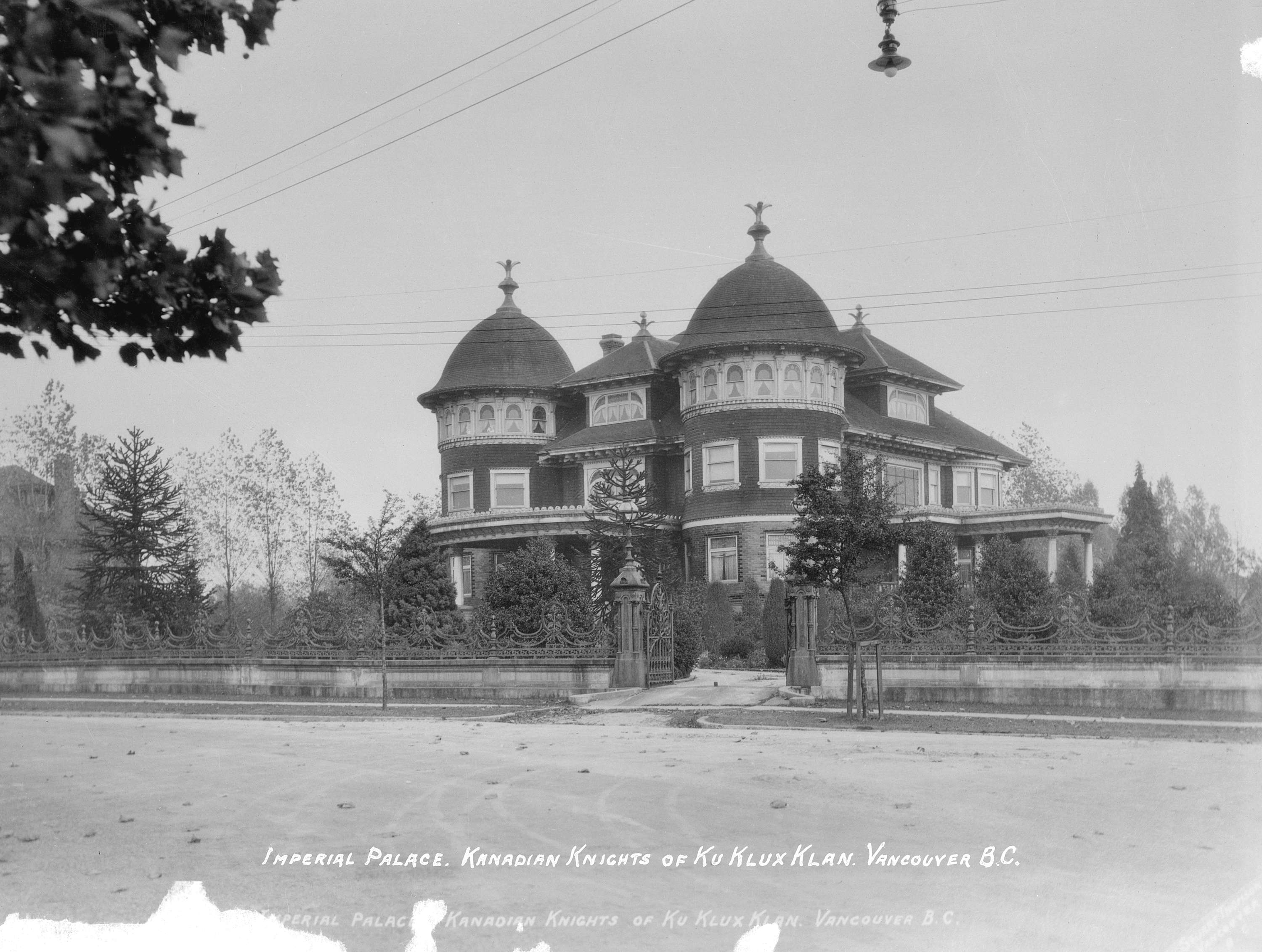
Palatul Imperial al Kavalerilor Kanadieni din Ku Klux Klan situat în Columbia Britanică.

Actul constituțional din 1867 garanta drepturi provinciale la educație și limbă, proteja drepturile minorităților, inclusiv pe cele ale catolicilor și a vorbitorilor de limbă franceză. La o întâlnire a Ku Klux Klan din 10 ianuarie 1929 la Sala Regent din Saskatoon, reverendul S.P. Rondeau afirma că Quebecul încerca să stabilească Saskatchewan drept a două regiune francofonă. Recent fondata filială locală își va anunța prezența în comunitate printr-o incendiere de cruci. Acest fapt a devenit o problemă în alegerile regionale din 1929 care au rezultat într-o coaliție guvernamentală condusă de către conservatorul James Thomas Milton Anderson după ce liberalii nu au reușit să formeze un guvern minoritar. Ku Klux Klan își va face simțăită prezența la numeroase mitinguri pentru susținerea lui James Garfield Gardiner prin incendierea crucilor. Gardiner l-a acuzat pe Anderson și pe conservatori de asocierea cu clanul sau de încercarea de a obține sprijinul acestora, însă nu au reușit să demonstreze acest lucru. Membrii clanului cuprindeau conseratori, liberali și progresivi, iar trezorierul regional era Walter Davy Cowan, membru al Partidului Conservator al Canadei și reprezentant în parlament al districtului electoral federal Long Lake în perioada 1930 – 1935. Odată format guvernul, conservatorii au condamnat Ku Klux Klan, dar oponenții acestora au insistat în a-i asocia cu organizația până la alegerile regionale din 1934. Guvernul conservator a modificat The School Act (ro: Legea Școlii) care interzicea expunerea însemnelor religioase în învățământ, respectiv a adus modificări politicii imigraționiste regionale. De asemenea, guvernul nu a mai recunoscut certificatele profesorilor eliberate de Quebec, oprind efectiv recrutarea profesorilor din acea provincie.

### Alberta
Maloney s-a căsătorit cu Leorna Miller, fiica lui William Willoughby Miller, membru al Adunării Legislative pentru Biggar în perioada celei de-a șaptea Legislaturi a Saskatchewan condusă de Anderson. În lucrarea Rome in Canada acesta afirma că guvernul Anderson l-a uitat și, „în propria mândrie și îngâmfare”, și-au asumat mare parte din efortul său. Mâhnit de respingere, a vizitat de câteva ori Ontario, iar apoi s-a mutat în Alberta în 1930, unde a susținut discursuri la 20 de jurăminte în acea primăvară la cererea Grand Master-ului A.E.Williams din Orange Lodge. Din cauza durei competiții cu William „Bible Bill” Aberhart în Calgar, acesta s-a mutat în Edmonton, oraș pe care l-a caracterizat drept „Roma Occidentului” pe motiv că existau multe proprietăți romano-catolice. A restaurat filiala Alberta a organizației înființate în 1923, însă prost administrată și organizată. S-a autodeclarat Imperial Wizard și a cerut organizatori experimentați ai clanului din Columbia Britanică și Saskatchewan. Călătorind până și la cinci angajamente pe zi în zonele rurale cu scopul de a stabili Klaverns – unități locale de membri ai clanului - și de a aduna taxele de aparteneță la clan, aceștia întâlneau uneori opoziții puternice, fiind nevoiți să ceară protecția polițiee la Gibbons și Stony Plain, având parte de o „ploaie” de pietre la Chauvin și opriți din a se debarca din tren la Wainwright. Ku Klux Klan și-a primit carta în septembrie 1932, însă suspiciuni cu privire la fondurile organizației au condus la dispute legate de conducerea lui Maloney. Pe data de 25 ianuarie 1933, acesta a fost condamnat pentru furt de documente legale din biroul unui avocat care se împotrivise implementării Ku Klux Klan, iar pe 3 februarie a fost condamnat de fraudă în asigurări. Decăderea lui Maloney a fost responsabilă de încetarea filialei Ku Klux Klan din Alberta.

## Politică și propagandă

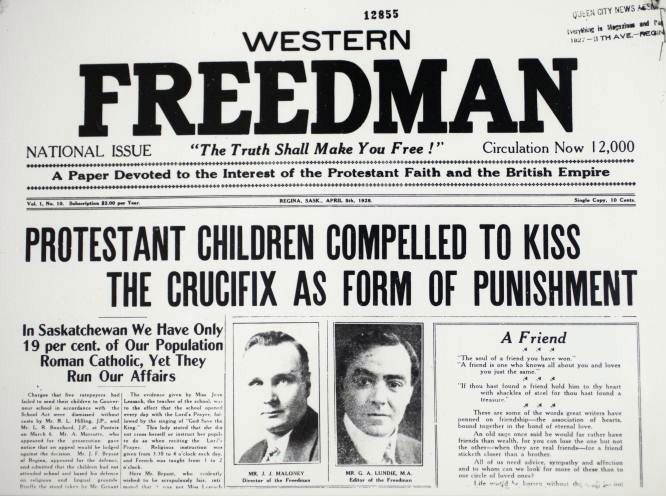
Ediția din 5 aprilie 1928 a ziarului Western Freedmen cu un articol realizat sub atenția lui J.J. Maloney, afiliat cu organizația Ku Klux Klan.

Într-o scrisoare expediată ziarului Manitoba Free Press pe 8 mai 1928, J.W.E. Rosborough – cel care ocupa funcția de Imperial Wizard în Saskatchewan – a declarat privitor la crezul ramificației KKK din acest oraș ca fiind caracterizat de credința în protestantism, separația dintre biserică și stat, un unic sistem public de educație, legi și libertate, lege și ordine, libertate de exprimare, libertatea presei, eliminarea mafiei, standarde morale mai înalte, libertate economică ariană, puritate rasială, imigrație restrictivă și selectivă, și pur patriotism. T.J. Hind, reverendul Primei Biserici Baptise din Moose Jaw, afirma că unul dintre scopurile întemeierii Ku Klux Klan reprezenta protejarea purității fizice a generației actuale și a celor viitoare. Membrii clanului considerau că politica imigraționistă a Canadei a transformat-o în groapa de gunoi a lumii. Aceștia au declarat că din cei 8.000 de imigranți recenți ai Reginei, doar 7 erau protestanți, afirmație dovedită ca fiind falsă. Organizația a promovat o politica „100% canadian” pentru a împiedica scăderea influenței protestanților anglo-saxoni cauzată de fluxul masiv de imigranți din Europa, în special est-europeni de credință romano-catolică și evreiască.
În octombrie 1927 în cadrul întâlnirii KKK din Sala Regina City, Maloney menționa că a primit o scrisoare de la Plutarco Elias Calles, președintele Mexicului, în care i se aducea la cunoștință că Mexicul are un nivel de analfabetism de 80% din cauza celor 400 de ani în care Biserica Romano-Catolică a deținut controlul sistemului educațional. Callies era extrem de anticlerical, iar în timpul mandatului său ostilitatea față de catolici și legiferarea Legilor lui Calles au condus la Războiul Cristero. Maloney a descris Biserica Romano-Catolică drept „acel sistem întunecat care a distrus orice țară pe care a reușit să o controleze”, militând în favoarea schimbării radicale a legilor canadiene privitoare la imigrație în vederea restricționării accesului catolicilor. Organizatorii clanului au declarat că organizația este pro-protestantă și nu discriminează din punct de vedere politic sau religios, însă a fost înființată cu scopul de a salva Canada. De asemenea, aceștia afirmau că organizația nu este tratată corect de către mass-media și că au de gând să-și formeze propria presă în vederea răspândirii faptelor referitoare la Ku Klux Klan.

## Membri
În iulie 1927, un organizator al clanului a declarat că acesta cuprindea  46.500 de membri în Saskatchewan. Până în târziul anului 1927, erau 2.300 de membri KKK în Moose Jaw.